# Юзес, Антуан де Крюссоль
Антуан де Крюссоль, герцог д’Юзес (фр. Antoine de Crussol, duc d’Uzès; 21 июня 1528 — 15 августа 1573) — один из предводителей гугенотов эпохи Религиозных войн во Франции.

## Биография
В 1562 году — генерал-лейтенант Дофине, Лангедока и Прованса. В том же году был избран шефом гугенотов Миди. Во время первой религиозной войны организовал кальвинистское правительство в Ниме. Арестовал барона дез’Адрэ в 1563 году.
Накануне Варфоломеевской ночи Крюссоль получил от короля указание о желательности перехода в католичество, что и было им исполнено. Для борьбы со своими прежними единоверцами Крюссоль был направлен управлять Дофине, Провансом и Лангедоком. Погиб при осаде Ла-Рошели.

## Семья
- Отец: Шарль де Крюссоль, виконт д’Юзес
- Мать: Жанна-Рикар де Генульяк
- Жена: с 10 апреля 1556 года Луиза де Клермон-Таллар